# Martha Alicia Meza Oregón
Martha Alicia Meza Oregón (n. 1956) es una política mexicana. Es licenciada en Derecho por el Instituto Técnico de Enseñanza y Comercio Exterior. Comenzó su actividad política afiliándose al Partido Acción Nacional. Por ese partido político, fue directora general del DIF Municipal de Manzanillo del 2000 a 2006. Ha sido diputada local en la LV Legislatura del Congreso del Estado de Colima de 2006 a 2009 y diputada local en la LIX Legislatura del Congreso del Estado de Colima (1994-1997). De 2009 a 2012 fue regidora del Ayuntamiento de Manzanillo con licencia, ya que fue directora general del DIF Municipal en Manzanillo por el mismo periodo. Fue diputada local en la LVIII Legislatura del Congreso del Estado de Colima. Actualmente es diputada local en la LIX Legislatura del Congreso del Estado de Colima, luego de que el Tribunal Electoral del Poder Judicial de la Federación revocara la sentencia de la Sala Regional y modificara la asignación de escaños en el Congreso de Colima.